# Samuel McClure
Samuel Sidney McClure (1857, Irlanda—1949), foi um editor estadunidense.

## Biografia
McClure emigou para os Estados Unidos em 1866. Fundou a revista sensacionalista McClure's em 1893. Entre 1897-99, tomou parte com Frank Nelson Doubleday da fundação da editora Doubleday.